# Conceição de Ipanema
Conceição de Ipanema – miasto i gmina w Brazylii, w stanie Minas Gerais. Znajduje się w mikroregionie Aimorés.